# Wólka Tarnowska-Osada
Wólka Tarnowska-Osada ( [ˈvulka tarˈnɔfska ɔˈsada]) est une localité polonaise de la gmina de Wierzbica dans le powiat de Chełm de la voïvodie de Lublin dans l'est de la Pologne.

## Histoire
De 1975 à 1998, le territoire de la localité est attaché administrativement à la voïvodie de Chełm.

Depuis 1999, elle fait partie de la voïvodie de Lublin.